# Onoda Hirō

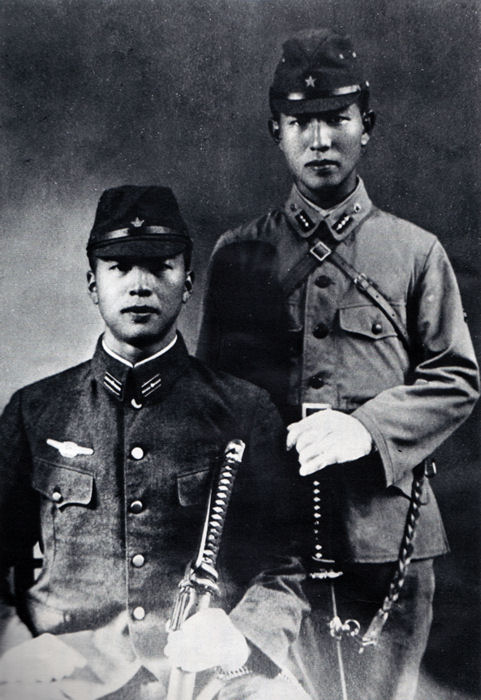

Onoda Hirō (小野田 寛郎 (Tiểu Dã Điền Khoan Lang) Onoda Hirō) (19 tháng 3 năm 1922 – 16 tháng 1 năm 2014) là một cựu thiếu úy của Lục quân Đế quốc Nhật Bản tham chiến trong Chiến tranh thế giới thứ hai tại chiến trường Philippines. Ông chỉ chấp nhận hạ vũ khí theo lệnh của thượng cấp ngày 9 tháng 3 năm 1974, 29 năm sau khi chiến tranh kết thúc. Onoda được coi là người lính cuối cùng của quân đội Đế quốc Nhật Bản thực hiện việc đầu hàng (Teruo Nakamura là binh sĩ chiến đấu lâu hơn, đầu hàng vào tháng 12/1974, nhưng ông là người gốc Đài Loan).

## Tiểu sử
Onoda Hirō sinh năm 1922 tại Wakayama, Nhật Bản. Sau một thời gian làm việc dân sự tại công ty kinh doanh Tajima Yoko của Nhật ở Vũ Hán, Onoda gia nhập Lục quân Đế quốc Nhật Bản năm 1942 và được đào tạo để trở thành sĩ quan. Trước khi lên đường nhập ngũ, mẹ ông đã trao cho ông một đoản kiếm và dặn dò: "Nếu sợ sa vào tay giặc, bằng đoản kiếm này, trong những giây phút cuối cùng con hãy xử sự sao cho xứng đáng" (hàm ý ông hãy dùng thanh kiếm để tự sát theo tinh thần của một samurai)
Sau một thời gian Onoda được chuyển sang học tập tại trường tình báo lục quân, nơi ông được dạy cách thu thập thông tin và phương thức tiến hành chiến tranh du kích.
Ngày 17 tháng 12 năm 1944, Onoda rời Nhật tới Philippines theo Lữ đoàn Sugi (thuộc Sư đoàn số 8 của Hirosaki). Tại đây theo lệnh của đại tá Taniguchi và Takahashi, Onoda lãnh đạo một nhóm quân Nhật tiến hành chiến đấu độc lập trên đảo Lubang theo hình thức chiến tranh du kích. Do chiến đấu độc lập nên việc liên lạc với đơn vị của nhóm quân Nhật này bị tạm thời cắt đứt. Chỉ huy lữ đoàn đã ra lệnh cho Onoda như sau:
| “ | Anh không được phép tự tử. Dù bất kỳ điều gì xảy ra, dù sau ba năm hay năm năm, đơn vị sẽ quay lại với các anh. Cho đến lúc đó, dù chỉ còn một người lính, anh cũng phải lãnh đạo anh ta chiến đấu. Anh có thể phải sống bằng dừa. Và nếu xảy ra trường hợp đó, hãy ăn dừa mà sống... Dưới mọi hoàn cảnh, anh đều không được phép tự tử. | ” |

## Ẩn trốn
Tháng 2 năm 1945, quân Đồng minh đẩy quân Nhật khỏi Philippines, Onoda cùng các binh lính cấp dưới bắt đầu lui vào rừng nhiệt đới ẩn trốn. Nhóm Onoda khi đó bao gồm thiếu úy Onoda (chỉ huy, 23 tuổi), hạ sĩ Shimada Shoichi (30 tuổi), binh nhì Kozuka Kinshichi (24 tuổi) và binh nhì Akatsu Yuichi (22 tuổi). Hậu cần của nhóm chỉ gồm rất ít lương thực, một khẩu súng cho mỗi người với cơ số đạn hạn chế. Vì vậy để tồn tại họ phải sống bằng dừa và chuối của rừng và gia súc của người dân trên đảo mà họ cướp được.
Từ tháng 10 năm 1945, nhóm Onoda bắt đầu nhận được các truyền đơn do máy bay thả xuống đề cập tới việc quân đội Nhật hoàng đã đầu hàng ngày 15 tháng 8 năm 1945 và kêu gọi họ hạ vũ khí, ra khỏi chỗ ẩn náu. Tuy nhiên những người lính Nhật cho rằng đây chỉ là sự tuyên truyền bịa đặt của đối phương, họ không tin rằng chiến tranh đã kết thúc, kể cả sau đó khi nhận được thư nhà và thông tin binh vận của người ngoài. Họ tin rằng đất nước Nhật Bản không thể bại trận, và cuộc chiến đấu vẫn tiếp diễn. Bị cô lập với thế giới bên ngoài và mất niềm tin vào mọi thứ, họ sẵn sàng bắn vào những người dân đảo tình cờ đi gần nơi ẩn náu vì cho rằng đây là lính đối phương ngụy trang. Đối với những người lính Nhật này, mọi người lạ đều là kẻ thù.
Người đầu tiên trong nhóm Onoda ra hàng là Akatsu vào tháng 9 năm 1949, không thông báo với đồng đội, người binh nhì này tách khỏi nhóm để ẩn náu một mình và đầu hàng dân đảo 6 tháng sau đó. Ngày 7 tháng 5 năm 1954, Shimada bị giết sau một cuộc chạm súng trên bãi biển Gontin. 
20 năm tiếp theo, Onoda cùng Kozuka tiếp tục tìm mọi cách tồn tại, họ vẫn tin rằng cuối cùng quân đội Nhật Bản sẽ phản công, phái thêm lính tới và họ sẽ huấn luyện tân binh chiến tranh du kích, sử dụng thông tin tình báo của họ để phục vụ việc tái chiếm đảo Lubang  của quân đội Nhật.

## Đầu hàng
Ngày 5 tháng 10 năm 1972, sau 27 năm ẩn trốn, Kozuka, ở tuổi 51, bị giết trong một cuộc chạm súng với lính tuần tra Philippines. Tin tức về cái chết của Kozuka khi tới Nhật Bản đã gây sốc cho công chúng nước này vì họ không ngờ rằng vẫn còn những người lính Nhật cầm súng "chiến đấu" sau khi chiến tranh đã kết thúc gần ba thập kỷ. Thực tế việc tìm kiếm những ikinokori heitai (những binh lính sống sót) hay zanryūsha (người bị bỏ lại) ở Lubang đã bị chính phủ Nhật chấm dứt từ năm 1959, toàn bộ những người lính còn mất tích như Onoda đều được tuyên bố chính thức là đã chết từ thời điểm đó.
Về phần mình, dù không còn đồng đội nào bên cạnh, Onoda vẫn tuyệt đối tuân theo mệnh lệnh của thượng cấp, ông không đầu hàng hay tìm cách tự tử. Tháng 2 năm 1974, Suzuki Norio, một thanh niên Nhật vốn ham thích du lịch đã bay tới Lubang để tìm kiếm Onoda. Tối ngày 20 tháng 2, trong khi đang nấu ăn, Suzuki bất ngờ nghe thấy tiếng chào và khi quay lại, anh thấy một người đàn ông già ăn mặc rách rưới nhưng tay vẫn cầm súng, người đàn ông đó nói: "Tôi là Onoda". Suzuki lập tức đáp lại: "Chiến tranh đã kết thúc", Onoda tiếp lời: "Nhưng nó chưa kết thúc đối với tôi". Mặc dù sau đó Suzuki đã tìm mọi cách thuyết phục người lính già đầu hàng với những bằng chứng từ đài phát thanh, ảnh, báo chí, nhưng Onoda vẫn khẳng định chỉ hạ vũ khí nếu có lệnh của thượng cấp.
Ngày 27 tháng 2, tin và ảnh của Suzuki về Onoda Hirō được đăng rộng rãi trên báo chí Nhật Bản. Ngay lập tức cấp trên trực tiếp của Onoda là đại tá Taniguchi, lúc này là một người bán sách, cùng Toshio, em trai Onoda và người đứng đầu cơ quan hỗ trợ hồi hương Nhật đã bay tới Lubang và ra lệnh cho Onoda hạ vũ khí. Ngày 9 tháng 3 năm 1974, theo thư báo trước, Onoda đi đến chỗ hẹn thì trông thấy một chiếc lều vải có cắm cột cờ, trên đó lá quốc kỳ Nhật Bản. Anh vô cùng xúc động vì đây chính là lá cờ đã cổ vũ anh kiên cường sống suốt 29 năm qua.  Sau khi nghe cấp trên đọc lệnh đầu hàng, ông òa khóc khi biết Nhật Bản đã thực sự bại trận, và sự chiến đấu kiên cường suốt gần 30 năm của mình đã trở nên vô ích.
Ngày 10 tháng 3 năm 1974, trong một buổi lễ chính thức, thiếu úy Onoda Hirō, 52 tuổi, trong quân phục của Lục quân Đế quốc Nhật Bản, đã nhận lệnh hạ vũ khí từ đại tá cấp trên Taniguchi. Khi hạ vũ khí, Onoda vẫn còn khẩu súng trường Arisaka, 500 viên đạn và vài quả lựu đạn. Buổi lễ còn có sự tham gia của tổng thống Philippines Ferdinand Marcos, người ra lệnh ân xá cho những hoạt động chống lại quân đội Philippines của Onoda, mặc dù trong thời gian ẩn náu, Onoda đã giết khoảng 30 người Philippines và giao tranh với quân tuần tiễu Philippines vài lần.

## Thời gian cuối đời
Ngày 12/3/1974, ông trở về Nhật Bản, được công chúng tôn vinh như một anh hùng, là biểu tượng của tinh thần tuyệt đối trung thành và quên mình vì nghĩa vụ. Đài Truyền hình NHK đã truyền trực tiếp việc ông trở về trong suốt 66 phút, tỷ lệ người xem buổi tường thuật đạt tới 45.4%. Trong cuộc họp báo, khi được hỏi: "Nếu không ai gặp được ông trong rừng thì ông sẽ làm gì sau đó?", Onoda đã trả lời: "Tôi vẫn tiếp tục nhiệm vụ của một người lính. Năm nay tôi đã 51, tôi nghĩ là sẽ sống cho đến 60 rồi mở một cuộc tấn công cuối cùng vào căn cứ radar của Mỹ và sẽ chết ở đó".
Ông xuất bản cuốn hồi ký của mình, Không đầu hàng: Cuộc chiến ba mươi năm của tôi, thành nhiều kỳ trên báo chí từ tháng 5 năm 1974 và sau đó là thành sách, cả hai đều bán rất chạy và tạo ra một "hội chứng hâm mộ Onoda" ở Nhật Bản. Ông được Chính phủ Nhật ngợi ca là "hình tượng mẫu mực của người lính Nhật Bản", tặng 1 triệu yên và nhận được rất nhiều quà tặng từ những người hâm mộ. Ban đầu ông từ chối, nhưng sau đó thì ông nhận và đã hiến tất cả số tiền cho đền Yasukuni, nơi thờ cúng các liệt sĩ đã chiến đấu vì nước Nhật. Cũng có dự định sắp xếp để ông gặp Nhật hoàng Hirohito, nhưng Onoda từ chối vì "tự tôi quyết định việc trốn trong rừng nên tôi nghĩ ngài sẽ không có điều gì để nói với tôi cả".
Tuy nhiên sau thời gian sống cách biệt khỏi thế giới quá lâu, Onoda dần cảm thấy khó hòa nhập với xã hội hiện đại Nhật Bản, ông thấy khó chịu vì những điều mà ông cho là sự tàn lụi của các giá trị truyền thống Nhật Bản. Nhiều giá trị đạo đức truyền thống mà ông tôn thờ như chủ nghĩa yêu nước, tinh thần hy sinh đã gần như không còn tồn tại, ông coi Nhật Bản chỉ còn là một đất nước khúm núm trước toàn thế giới, đánh mất sự tự hào và bản sắc dân tộc. Vì vậy nên ông mua một trang trại nuôi gia súc ở Brasil và chuyển sang sống ở đó – nơi có nhiều hộ gia đình người Nhật sinh sống ở Campo Grande.
Năm 1976, ông kết hôn với bà Machie Onuki – nguyên là một người phục vụ Trà đạo tại Tokyo.
Năm 1980, ông đọc tin tức về vụ án một nam thanh niên đã sát hại cha mẹ mình. Ông cho rằng mình cần tiếp tục chiến đấu để cứu vãn một thế hệ thanh niên Nhật Bản đang tự đánh mất bản thân. Năm 1984, hai vợ chồng trở về Nhật, thành lập trung tâm "Tư thục thiên nhiên Onoda" nằm trong vùng núi thuộc tỉnh Fukushima, ông dùng kinh nghiệm sống của mình trong suốt gần 30 năm trong rừng dạy cho các học sinh trẻ về giá trị cuộc sống, sự yêu quý thiên nhiên, cùng những kỹ năng sinh tồn và thoát hiểm.
Tháng 5 năm 1996 Onoda đã quay trở lại thăm đảo Lubang – nơi ông đã từng "chiến đấu" vì nước Nhật trong suốt gần ba thập kỉ theo lời mời của chính quyền địa phương, dù có liên quan tới việc giết hàng chục người Philippines trong 3 thập kỷ "chiến đấu" ở đây. Ông quyên tặng tiền cho cộng đồng địa phương và số tiền được dùng để tạo một quỹ học bổng. Về cuối đời, ông sống an nhàn với sức khỏe tốt và trí tuệ minh mẫn, được tôi luyện từ những năm tháng thử thách trong rừng. Ông qua đời vì bệnh tim tại một bệnh viện ở Tokyo ngày 16 tháng 1 năm 2014, thọ 91 tuổi. Chánh văn phòng nội các Nhật Suga Yoshihide (về sau trở thành Thủ tướng) đã gửi lời chia buồn cùng gia đình Onoda